# Karl Walter Lewalter
Karl Walter Lewalter (* 2. Juni 1938 in Wuppertal) ist ein ehemaliger deutscher Diplomat, der unter anderem zwischen 1987 und 1991 Botschafter in Bulgarien, von 1991 bis 1994 in Indonesien und von 1998 bis 2003 Leiter der Ständigen Vertretung beim Büro der Vereinten Nationen in Genf (UNOG) war.

## Leben
Nach dem Abitur begann Lewalter 1958 ein Studium der Rechtswissenschaften an der Albert-Ludwigs-Universität Freiburg, Universität Lausanne, Rheinischen Friedrich-Wilhelms-Universität Bonn sowie der Universität Luxemburg. Nach dem Ablegen der Staatsexamen trat er in den auswärtigen Dienst ein und fand in den folgenden Jahren Verwendungen an den Auslandsvertretungen in New York City, Guinea und Spanien.
Mitte der 1970er Jahre war er als Vortragender Legationsrat stellvertretender Leiter des Büros von Bundesaußenminister Hans-Dietrich Genscher und wurde am 1. Juli 1976 zum Vortragenden Legationsrat 1. Klasse und Leiter des Ministerbüros im Auswärtigen Amt ernannt.
Zwischen 1987 und 1991 war er Botschafter in Bulgarien. Im Anschluss war er von 1991 bis 1994 Botschafter in Indonesien und kehrte anschließend als Ministerialdirigent und Beauftragter für Asien in die Zentrale des Auswärtigen Amtes zurück, während der bisherige Protokollchef Heinrich Seemann neuer Botschafter in Indonesien wurde. Im Anschluss war er zwischen 1996 und 1998 Chefinspektor des auswärtigen Dienstes im Auswärtigen Amt.
Zuletzt wurde er 1998 als Nachfolger des in den Ruhestand getretenen Wilhelm Höynck Botschafter und Leiter der Ständigen Vertretung beim Büro der Vereinten Nationen in Genf. Dieses Amt bekleidete er bis zu seinem eigenen Eintritt in den Ruhestand 2003 und seiner Ablösung durch Michael Steiner.
Seit 2009 ist er Mitglied des Präsidiums der Deutschen Gesellschaft für die Vereinten Nationen.
Von 2003 bis 2009 war er Vorsitzender der Altherren-Vereinigung der Studentenverbindung Germania-Lausanne (Société d’Étudiants Germania Lausanne).